# تائورامنا
تائورامنا (انگلیسی: Tauramena) نام شهری در کشور کلمبیا است.